# Comuna Ystad
Ystad (Ystads kommun) este o comună din comitatul Skåne län, Suedia, cu o populație de 28.623 locuitori (2013).

## Geografie

### Zone urbane
Lista celor mai mari zone urbane din comună (anul 2015) conform Biroului Central de Statistică al Suediei:
| Nr | Zona urbană      | Pop.   |
| -- | ---------------- | ------ |
| 1  | Ystad            | 18.806 |
| 2  | Köpingebro       | 1.254  |
| 3  | Nybrostrand      | 1.061  |
| 4  | Svarte           | 921    |
| 5  | Löderup          | 614    |
| 6  | Glemmingebro     | 386    |
| 7  | Sövestad         | 373    |
| 8  | Stora Herrestad  | 331    |
| 9  | Hedeskoga        | 273    |
| 10 | Rynge și Vallösa | 210    |

## Demografie
| \| Evoluția demografică în comuna Ystad, 1970–2015 \| Evoluția demografică în comuna Ystad, 1970–2015 \| Evoluția demografică în comuna Ystad, 1970–2015 \| Evoluția demografică în comuna Ystad, 1970–2015 \| Evoluția demografică în comuna Ystad, 1970–2015 \| \| ----------------------------------------------------------------------------------------------------- \| ----------------------------------------------- \| ----------------------------------------------- \| ----------------------------------------------- \| ----------------------------------------------- \| \| An \| \| \| Locuitori \| \| \| 1970 \| 1970 \| \| 24039 \| 24039 \| \| 1975 \| 1975 \| \| 23693 \| 23693 \| \| 1980 \| 1980 \| \| 23773 \| 23773 \| \| 1985 \| 1985 \| \| 23900 \| 23900 \| \| 1990 \| 1990 \| \| 24999 \| 24999 \| \| 1995 \| 1995 \| \| 25752 \| 25752 \| \| 2000 \| 2000 \| \| 26182 \| 26182 \| \| 2005 \| 2005 \| \| 27120 \| 27120 \| \| 2010 \| 2010 \| \| 28338 \| 28338 \| \| 2015 \| 2015 \| \| 28985 \| 28985 \| \| Sursa: SCB - Statistika Centralbyrån, Folkmängd efter region, civilstånd, ålder och kön. År 1968–2016 \| \| \| \| \| |      |  |           |       |
| Evoluția demografică în comuna Ystad, 1970–2015 |      |  |           |       |
| An |      |  | Locuitori |       |
| 1970 | 1970 |  | 24039     | 24039 |
| 1975 | 1975 |  | 23693     | 23693 |
| 1980 | 1980 |  | 23773     | 23773 |
| 1985 | 1985 |  | 23900     | 23900 |
| 1990 | 1990 |  | 24999     | 24999 |
| 1995 | 1995 |  | 25752     | 25752 |
| 2000 | 2000 |  | 26182     | 26182 |
| 2005 | 2005 |  | 27120     | 27120 |
| 2010 | 2010 |  | 28338     | 28338 |
| 2015 | 2015 |  | 28985     | 28985 |
| Sursa: SCB - Statistika Centralbyrån, Folkmängd efter region, civilstånd, ålder och kön. År 1968–2016 |      |  |           |       |